# Brimonidina
La  brimonidina è un principio attivo, una molecola agonista α2  molto selettivo utilizzato solitamente contro il glaucoma e instillato direttamente sotto forma di gocce oftalmiche.

## Indicazioni
Indicato nel trattamento dell'ipertono oculare.
Questo farmaco è solitamente associato ad un bloccante dell'anidrasi carbonica per la riduzione della pressione intraoculare.

## Controindicazioni
Il farmaco altera, ostacolando, le attività complesse come la guida

## Effetti collaterali
Fra gli effetti collaterali si riscontrano sensazione di bruciore, prurito, ipertensione, cefalea, rinite, vertigini.